# محمود غنايم

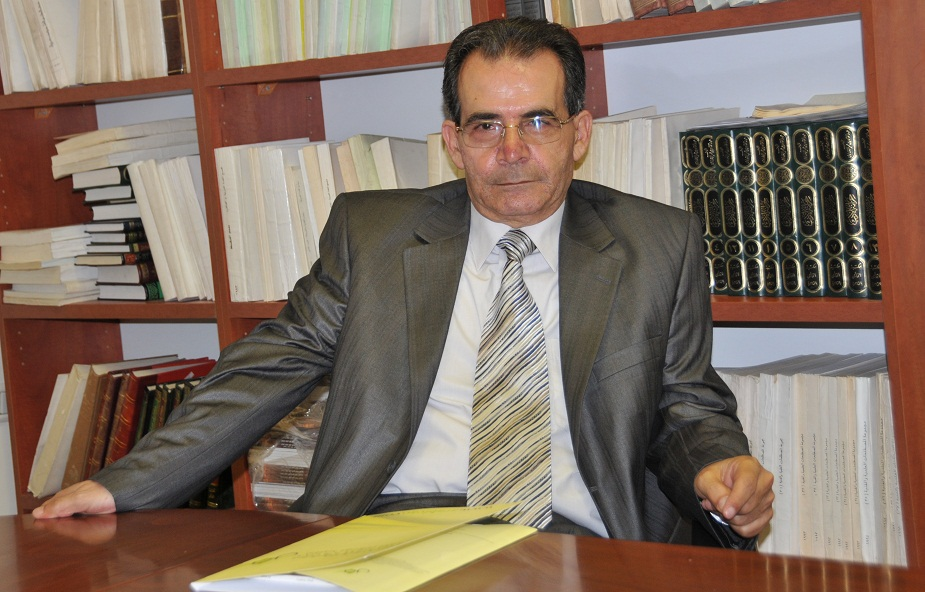
بروفيسور محمود غنايم

محمود غنايم (بالعبرية: מחמוד גנאים‏) (ولد في 22 أيار\مايو 1949 – توفي في 13 آب\أغسطس 2021)، ناقد وباحث فلسطيني، وبروفيسور في اللغة العربية، يُعدّ من النقاد البارزين للأدب العربي الحديث على الصعيدين الفلسطيني والعربي. تعد دراسته «في مبنى النص» دراسة «اكتشافيّة» لشعرية الكتابة لدى إميل حبيبي في روايته «المتشائل»، والتي ساهمت في قفزة نوعية للنقد الأدبي العربي وذلك حين فكّ غنايم شيفرة كتابية لم يسبق أن تطرق النقد لها لتعقيدها وتركيبها. هذه الدراسة لفتت الأنظار إلى أعمال حبيبي التي أصبحت تمثل أحد أكبر رموز الكتابة ما بعد الحداثية.
كما يعدّ غنايم من نقاد الأدب الفلسطيني الذين اختطوا لهم منهجًا مستقلاً ومتميزًا، وذلك في ابتعاده عن محاكمة الأدب بالالتزام سياسيًا أو اجتماعيًا؛ إنه نقد حداثي يواكب الحركة الأدبية المتنامية لهذا العصر ويولي جوانبه الفنية والشكلية اهتمامًا خاصًا.
خروجًا عن السياق الفلسطيني، أحدث غنايم نقلة نوعية في كتابه "تيار الوعي في الرواية العربية الحديثة" الذي عرض فيه نظرة مغايرة لبعض الروايات الحديثة، تمثّل ذلك بموقفه من رواية "أيام الإنسان السبعة" لعبد الحكيم قاسم والتي تباينت فيها التفسيرات بين التقليد والتجديد، لدرجة أن بعض كبار النقاد رأى فيها رواية تقليدية تبتعد كل البعد عن أسلوب جيل الروائيين الشباب في الستينات.
لقد قدّم غنايم دراساته الأسلوبية ليجيب عن أهم التساؤلات النقدية التي أثارتها الرواية والقصة القصيرة. السمة الغالبة على نقد غنايم وأبحاثه هي القدرة على التمييز ما بين النص الكلاسيكي والنص المحدث الذي «يتظاهر» بالكلاسيكية، هذه المنطقة المراوغة التي قد ينزلق فيها بعض النقاد عادة. من هنا جاءت كتاباته عن الشاعر عبد الرحيم محمود، وإميل حبيبي، وعبد الحكيم قاسم وسعيد الكفراوي والعديد من الكتاب.

## حياته
ولد محمود رجب غنايم في باقة الغربية لأبوين قرويين عملا في الفلاحة والأرض. وهو الابن الأصغر لعائلة مكونة من أربعة أبناء وبنت. منذ سنواته الأولى أبدى محمود ميلاً أدبيًا وفنيًا لافتًا للنظر ظهر في أول تجربة كتابية له، وهو في الحادية عشرة من عمره.
نشر باكورة إنتاجه خلال دراسته الثانوية في صحيفة اليوم ومن بعد في صحيفة الأنباء ومجلة الشرق.
أنهى دراسته الثانوية عام 1967 في أواخر حرب 1967، ليلتحق بعدها بدار المعلمين العربية في حيفا ويتخرج معلمًا، هذا بالإضافة إلى دراسته للموسيقى، في الوقت نفسه، بمعهد روبين للموسيقى الشرقية، فكان من روّاد دارسيها في مجتمع قروي كما كان وقتها. عمل بعد تخرجه عام 1969 معلمًا للغة العربية والموسيقى، وتزوج من سهام عام 1972، وله من الأبناء ثلاثة: طيب ونهاوند وسكينة.

## مسيرته العلميّة
واصل محمود تعليمه الجامعي في جامعة تل أبيب فدرس اللغة العربية والتربية للقب الأول، والأدب العربي للقب الثاني، وقد قدم أطروحة الماجستير عام 1982 حول رواية المتشائل لإميل حبيبي والتي حملت بعد نشرها اسم «في مبنى النص». كما حصل على شهادة الدكتوراة من الجامعة نفسها عام 1990 عن أطروحته «اللغة والأسلوب في رواية تيار الوعي في الأدب العربي الحديث»، وذلك بإشراف البروفسور ساسون سوميخ.
منذ عام 1985 يعمل غنايم في قسم اللغة العربية وآدابها في جامعة تل أبيب معيدًا فمحاضرًا فرئيسًا لقسم الدراسات العربية والإسلامية، حتى أضحى أحد الرموز الهامة في اللغة العربية والأدب الحديث. بين السنوات 2003-2006 تسلّم رئاسة القسم، وعمل على تطويره وإقامة فرع للدراسات الإسلامية ضمنه وأصبح يحمل اسم قسم الدراسات العربية والإسلامية.
كما عمل محاضرًا في معهد إعداد المعلمين العرب في بيت بيرل بين السنوات 1988-2004. وخلال ذلك شغل رئاسة قسم اللغة العربية وآدابها في المعهد بين السنوات 1998-2004. كما أنه أقام مركز دراسات الأدب العربي في المعهد وكان رئيسًا له بين السنوات 1999-2004. وشغل بين 2009-2011 للمرة الثانية منصب رئيس قسم الدراسات العربية والإسلامية في جامعة تل أبيب ومنصب رئيس مجمع اللغة العربية في حيفا منذ عام 2008. حصل على الأستاذية الكاملة في الأدب العربي الحديث عام 2015، كما انتخب عام 2020 رئيسًا لمجمع اللغة العربية (ومقره الجديد في الناصرة) للمرة الرابعة. عمل أستاذًا للأدب العربي الحديث في الكلية العربية للتربية في حيفا، وفي كلية سخنين لتأهيل المعلمين حتى نهاية آب 2020 . انتخب رئيسًا لكلية سخنين لتأهيل المعلمين في الفاتح من سبتمير 2020.

## أعماله
1980- «بين الالتزام والرفض» - دراسة في شعر عبد الرحيم محمود.
1987- «في مبنى النص»: دراسة في رواية إميل حبيبي: «الوقائع الغريبة في اختفاء سعيد أبي النحس المتشائل».
1992- «تيار الوعي في الرواية العربية الحديثة»- دراسة أسلوبية.
1995- «المدار الصعب»- رحلة القصة الفلسطينية في إسرائيل.
2000- «مرايا في النقد»- دراسات في الأدب الفلسطيني.
2004- "الجديد" في نصف قرن"- مسرد ببليوغرافي.
2008 The Quest for a Lost Identity: Palestinian Fiction in Israel.
2015- «غواية العنوان: النص والسياق في القصة الفلسطينية».
2015- The Lure of the Title: Text and Context in Palestinian Fiction, 1948-2012.
بالإضافة إلى عشرات المقالات في المجلات المتخصصة بالعربية والعبرية والإنجليزية.
نشر غنايم مقالاته حول الأدب العربي الحديث في العديد من الصحف والمجلات المحلية والعربية والعالمية: في صحيفة الأنباء والاتحاد ومجلة الشرق والجديد ولقاء ومشاوير والكرمل (جامعة حيفا) والمواكب ومواقف ومشارف وהמזרח החדש والناقد وأدب ونقد وPoetics Today, Arabic and Middle Eastern Literatures وغيرها.
كما شارك في تحرير عدة مجلات أدبية في فترات مختلفة، مثل الجديد، لقاء، الشرق. وما زال عضوًا في هيئة تحرير مجلتي مواقف ومشارف وسلسلة دراسات عربية وإسلامية، التي تصدر عن قسم الدراسات العربية والإسلامية في جامعة تل أبيب ومحررًا لمجلة المجلة التي تصدر عن مجمع اللغة العربية في حيفا.